# Ameka wspaniała
Ameka wspaniała (Ameca splendens) – endemiczny gatunek słodkowodnej ryby karpieńcokształtnej, jedyny przedstawiciel rodzaju Ameca. Spotykana w hodowlach akwariowych. 
Nazwa rodzajowa Ameca pochodzi od nazwy rzeki, w której ryba została odkryta, splendens oznacza błyszczący, połyskujący.

## Zasięg występowania
W warunkach naturalnych ameka występowała jedynie w rzece Ameca w stanie Jalisco w Meksyku, wpadającej do Zatoki Banderas (Pacyfik). 
W 1990 została wpisana do Czerwonej księgi IUCN jako gatunek zagrożony wyginięciem. Od roku 1996 była uznawana za gatunek wymarły w stanie dzikim, jednak w ostatnich latach odkryto kilka populacji w dolinie Sayula.

## Charakterystyka
Należą do ryb o łagodnym usposobieniu. W stadzie uwidacznia się dominacja najbardziej wybarwionego samca. Ciało lekko wygrzbiecone, srebrzystoszare, na którym rozmieszczone są nieregularne granatowo-czarne plamy. Płetwy szare z wyraźnymi ciemniejszymi promieniami.

## Dymorfizm płciowy
Samiec posiada bardziej zagęszczone plamy w części linii bocznej, posiada również zewnętrzny narząd kopulacyjny tzw. andropodium, wykształcony ze skróconych przednich promieni płetwy odbytowej. Płetwa ogonowa obrzeżona żółto-czarnym pasem.
Samce osiągają do 8 cm, samice do 12 cm długości.

## Warunki w akwarium
| Zalecane warunki w akwarium | Zalecane warunki w akwarium                       |
| --------------------------- | ------------------------------------------------- |
| Zbiornik                    | duży, min. 100 l                                  |
| Temperatura wody            | 20 – 30 °C                                        |
| Twardość wody               | miękka do twardej 5 – 20°n                        |
| Skala pH                    | ok. 7,0                                           |
| Pokarm                      | różnorodny, preferują roślinny                    |
| Uwagi                       | okresowa wymiana odstałej wody, dobrze natleniana |

Dość dobrze znoszą zmiany temperatury jak i szeroki zakres parametrów wody. Zjadają rośliny o delikatnych i miękkich liściach, jak np. limnofila wodna. W wystroju akwarium zalecane jest podłoże z grubego żwiru, korzenie potorfowiskowe i gęsta roślinność, w tym również pływająca. Ze względu na szybką przemianę materii i dużą żarłoczność konieczny jest wydajny system filtrowania wody i częste jej odświeżanie. 

## Rozród
Gatunek żyworodny i łatwy do rozmnożenia. Dla prawidłowej hodowli zalecana jest przewaga samic z uwagi na częste "zaloty" samców. Zapłodnienie następuje wewnętrznie, gdzie embriony młodych ryb przyczepione do trofotenii przebywają w tzw. łożysku trofotenicznym. 
Ciąża trwa ok. 1,5 miesiąca, młode po urodzeniu mierzą 1-1,5 cm długości. Samica w warunkach akwariowych przeciętnie rodzi około 10-15 młodych. Rybki rodzą się ubarwione tak jak dorosłe samice. W jednym miocie są dość duże różnice w wielkościach nowo narodzonych rybek. Ze względu na mały otwór gębowy nie występuje zjawisko kanibalizmu. Również dorosłe osobniki nie zjadają młodych.